# Ніккі Рід
Ніколь Г'юстон Рід (англ. Nicole Houston Reed), нар. 17 травня 1988, Каліфорнія, США), знаніша як Ніккі Рід (англ. Nikki Reed — американська акторка, продюсерка і сценаристка, виконавиця ролі Розалі Гейл у фільмах за мотивами вампірської саги «Сутінки». Вона стала відомою в 2003 році після виходу фільму «Тринадцять» режисера Кетрін Хардвік, в якому вона була співавторкою сценарію і в якому зіграла головну роль. Фільм приніс Рід премію Independent Spirit Award за найкращу дебютну гру, а також кілька номінацій.

## Ранні роки
Ніколь Г'юстон Рід народилася в Західному Лос-Анджелесі, штат Каліфорнія, в сім'ї Шеріл Х'юстон, косметолога, і Сета Ріда, художника-постановника. У неї є старший брат Натан Август Рід і молодший зведений брат Джоуї Рід. Її мати — християнка частково італійського походження, а батько — єврей.
У численних інтерв'ю Рід говорила, що її домашнє життя було «складним». Її батьки розлучилися, коли дівчинці було два роки, і її виховувала мати. Ніккі залишилася жити з матір'ю в місті Калвер-Сіті (Каліфорнія). Актриса згадує, що в дитинстві вона була сором'язливою дитиною і «книжковим хробаком». Однак у 12 років дівчина стала неслухняною і емоційно нестабільною. Стосунки з матір'ю стали напруженими через те, що Ніккі почала палити та експериментувати з наркотиками. 2002 року, коли Рід було 14 років, вона переїхала з дому матері та почала жити самостійно, переважно винаймаючи квартири в районі Лос-Анджелеса. Після успіху фільму «Тринадцять» Рід повернулася до школи Alexander Hamilton High School, але знову кинула її через рік. Вона здобула атестат середньої школи завдяки домашньому навчанню.

## Кар'єра

### 2003—2007: Початок кар'єри

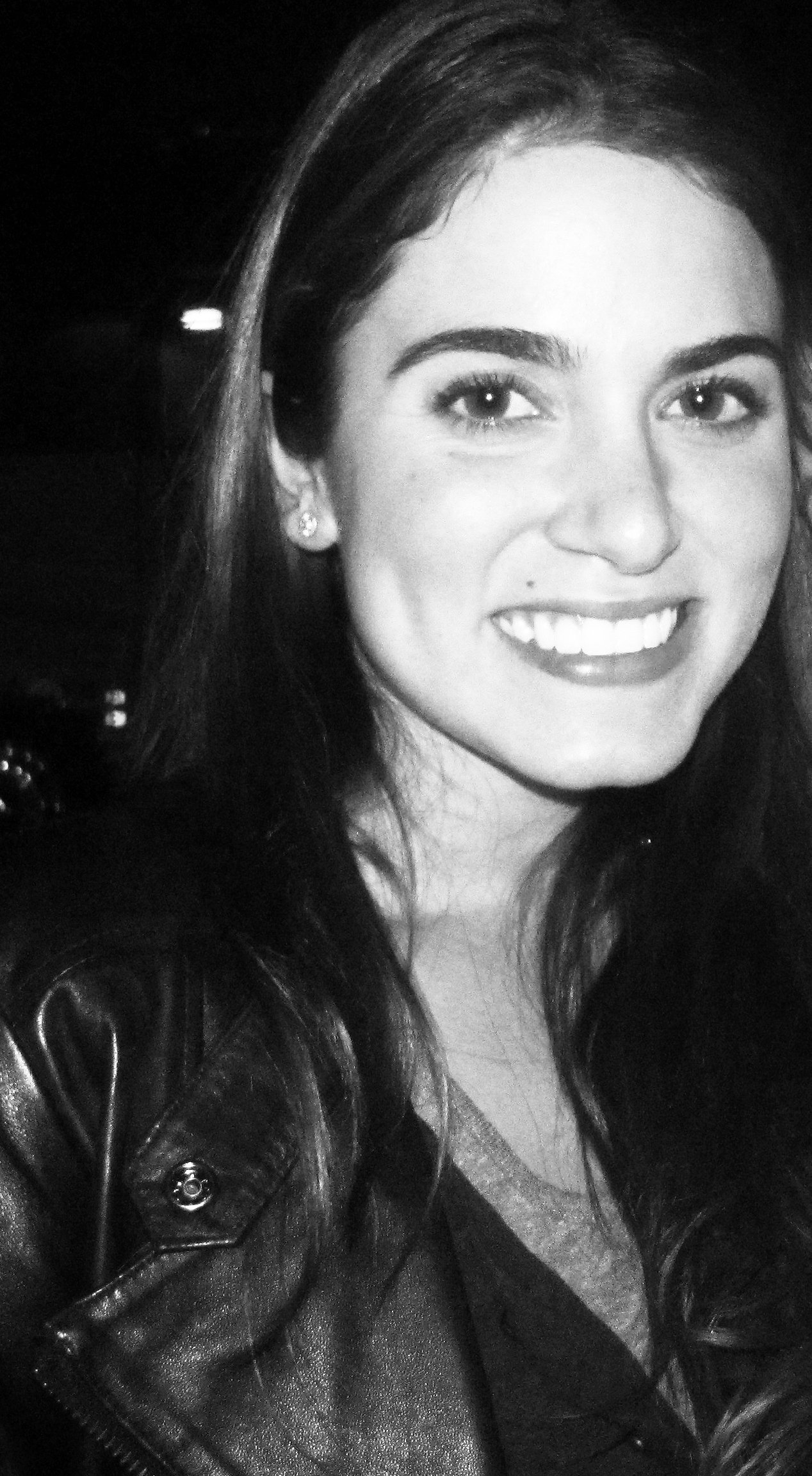
Ніккі Рід в 2009 році.

Кетрін Хардвік, подруга її матері, запросила Ніккі попрацювати над сценарієм фільму «Тринадцять» разом з нею. Роботу над сценарієм для напівавтобіографічного фільму вони закінчили за шість днів. Продюсери попросили Рід зіграти роль у ньому, тому що у них виникли проблеми, оскільки це була «незручна» роль для більшості молодих акторок. Цей фільм, у якому також зіграла Еван Рейчел Вуд, вийшов 2003 року та отримав схвальні відгуки, що принесло Рід певне визнання в Голлівуді як сценаристу та актрисі. Ніккі казала:
|  | Коли я закінчила роботу над цим фільмом, я й не думала про кар'єру акторки. Я повернулася до школи, але потім зрозуміла, що мені чогось бракує. Я дійсно сумувала за знімальним майданчиком. Сподіваюся, що цей фільм буде близьким багатьом людям, оскільки він про непростий період життя — перехідний вік. |

Після цього Ніккі була запрошена з'явитися на «Шоу Еллен Дедженерес» і стати ведучою низки премій, включаючи Young Hollywood Awards (2003), Independent Spirit Awards Nomination Show, а потім West Independent Spirits Awards, обидва в 2004 році.
У 2005 році вийшов фільм «Королі Догтауну», де Ніккі зіграла роль бунтарки Кеті Алв. У цій картині дівчина знову працювала з Кетрін Хардвік, а її партнером був Гіт Леджер. 2006 року вона зіграла Сейді Кемпбелл у серіалі «Чужа сім'я». Наступним фільмом у її кар'єрі стала картина «У Міні це вперше», де Рід зіграла головну роль. У персонажа Рід є сцени сексу. Оскільки дівчині на той час було 16 років і вона не мала права брати участь у зніманні такої сцени, її знімали зі спини, щоб приховати обличчя.

### 2008-теперішній час: «Сутінки» та інші проєкти
12 лютого 2008 року було оголошено, що Рід зіграє Розалі Хейл в екранізації «Сутінків», першої книги популярної серії з чотирьох романів. Режисером стала Кетрін Хардвік, і це був їх третій спільний проєкт. Фільм став міжнародним успіхом. Ніккі знялась і в інших частинах фільму («Молодий місяць», «Затемнення», «Сутінки. Сага. Світанок— Частина 1», «Сутінки Сага: Світанок — Частина 2».

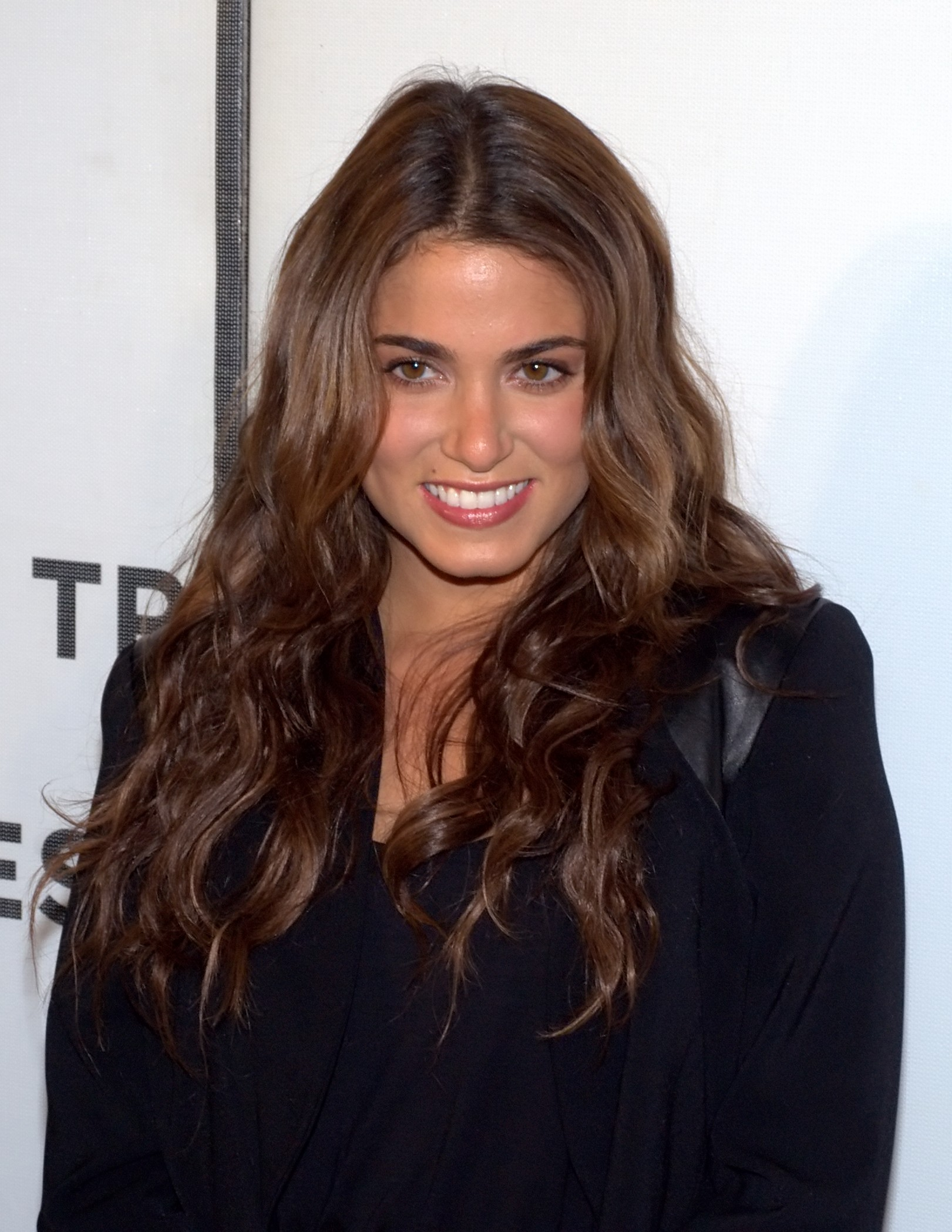
Ніккі на прем'єрі фільму «Ундіна» на Tribeca Film Festival у 2010 році.

У 2010 році Джейсон М'юз сказав, що він знімає фільм під назвою K-11 з Рід і Крістен Стюарт, яка також знімалась в з «Сутінках». Дія фільму, знятого матір'ю Стюарт, розгортається в гуртожитку окружної в'язниці Лос-Анджелеса. Пізніше того ж року Рід сказала, що більше не бере участі в проєкті. Крістен також відмовилась від ролі. У липні 2010 року Рід приєдналася до акторського складу бойовика-драми «Пастка 44» разом із Брюсом Віллісом, Форестом Вітакером і Малін Акерман.
У липні 2013 року Рід приєдналася до акторського складу незалежної спортивної комедії «Balls Out» разом з Джейком Лейсі, Кейт Маккіннон і Беком Беннеттом Джей Фароа. 2019 року вона з'явилася в епізоді оригінального телешоу Hulu «Лялечка».

### Інше
Рід записала пісню «Now That I've Found You» разом зі своїм тодішнім чоловіком Полом Макдональдом, яка вийшла в радіошоу Райана Сікреста 15 листопада 2011 року. 29 жовтня 2012 року пара випустила свій перший мініальбом The Best Part. Їхня пісня «All I've Ever Needed» є саундтреком «Сутінки Сага: Світанок — Частина 2».
У січні 2013 року Рід знялась в музичному кліпі гурту Hanson на їх сингл «Get the Girl Back». Відео було опубліковано в квітні 2013 року. Серед інших відомих людей у відео — Кет Деннінгс, Дрейк Белл, Дрю Сілі, Емі Паффрат. У листопаді 2009 року Рід зняла музичний кліп для свого друга співака Sage, перебуваючи в Лондоні. Рід заявила, що у них не було багато часу чи грошей, але вона дуже пишається результатом.
У 2017 році Ніккі і її друг Морган Богл заснували ювелірний бренд BaYou With Love.

## Особисте життя
У 2009 році в ряді ЗМІ було опубліковано інформацію про близькі відносини Ніккі Рід з російським актором Павлом Прилучним. Причиною пильної уваги преси стали фотографії, на яких чітко проглядається татуювання «ПРИЛУЧНИЙ» на зап'ясті акторки. До жовтня 2011 року татуювання зникло.
З 16 жовтня 2011 року по 2 січня 2014 року Ніккі була одружена з співаком Полом Макдональдом. З 26 квітня 2015 року вона одружена з актором Єном Сомерголдером, з яким вона зустрічалася рік до їхнього весілля. 25 липня 2017 року у пари народилася дочка Боді Солей Рід Сомерголдер. У липні місяці 2023 року у пари народився син.

### Активізм
Актриса разом із Staples Inc. та організацією Do Something співпрацювала в кампанії Annual School Supply Drive в середині 2011 року. Вона також є захисником прав тварин. У вільний час акторка є волонтером у притулках для тварин. Ніккі також розробила обмежену колекцію нашийників і повідків, кошти з від якої були передані Американському товариству запобігання жорстокому поводженню з тваринами (ASPCA). 22 жовтня 2014 року вона здобула нагороду ASPCA Compassion Award за внесок у захист тварин.
Разом із Морганом Боглом, засновником організації Freedom of Animals, вона відкрила компанію Bayou with Love, де можна купити одяг, аксесуари, косметику та повністю екологічні або перероблені прикраси, адже компанія не використовує тваринні матеріали.
Рід підтримала сенатора Берні Сандерса на виборах президента США в 2016 році.

## Фільмографія

### Фільми
| Рік  | Назва                              | Оригінальна назва                         | Роль             | Примітки            |
| ---- | ---------------------------------- | ----------------------------------------- | ---------------- | ------------------- |
| 2016 | Джек йде додому                    | Jack Goes Home                            | Крістал          |                     |
| 2015 |                                    | A Sunday Horse                            | Дебі Волден      |                     |
| 2015 |                                    | About Scout                               | Джорджі          |                     |
| 2014 | В твоїх очах                       | In Your Eyes                              | Донна            |                     |
| 2014 |                                    | Intramural                                | Мередіт          |                     |
| 2014 | Вбивство Кота                      | Murder of a Cat                           | Грета            |                     |
| 2013 | Пішак                              | Pawn                                      | Аманда           |                     |
| 2013 | Емпайр Стейт                       | Empire State                              | Лізетт           |                     |
| 2012 | Сутінки Сага: Світанок — Частина 2 | The Twilight Saga: Breaking Dawn — Part 2 | Розалі Хейл      |                     |
| 2011 | Сутінки Сага: Світанок — Частина 1 | The Twilight Saga: Breaking Dawn — Part 1 | Розалі Хейл      |                     |
| 2011 | Пастка 44                          | Catch.44                                  | Кара             |                     |
| 2010 | Сутінки. Сага: Затемнення          | The Twilight Saga: Eclipse                | Розалі Хейл      |                     |
| 2009 | Сутінки. Сага. Молодий місяць      | The Twilight Saga: New Moon               | Розалі Хейл      |                     |
| 2009 | Останній день літа                 | Last Day of Summer                        | Стефані          | Виконавчий продюсер |
| 2009 | Привілегія                         | Privileged                                | Лорен Керрінгтон |                     |
| 2009 | Лист щастя                         | Chain Letter                              | Джесси           |                     |
| 2008 | Знайомі незнайомці                 | Familiar Strangers                        | Елісон           |                     |
| 2008 | Сутінки                            | Twilight                                  | Розалі Хейл      |                     |
| 2007 | В пастці красоти                   | Cherry Crush                              | Шей Бетанкур     |                     |
| 2006 | У Міні це вперше                   | Mini's First Time                         | Міни             |                     |
| 2005 | Американська зброя                 | American Gun                              | Теллі            |                     |
| 2005 | Королі Догтауну                    | Lords of Dogtown                          | Кеті Алва        |                     |
| 2003 | Тринадцять                         | Thirteen                                  | Іві Замора       | Сценарист           |

### Телебачення та веб-серіали
| Рік       | Назва        | Оригінальна назва | Роль          | Примітки    |
| --------- | ------------ | ----------------- | ------------- | ----------- |
| 2019      | Лялечка      | Dollface          | Бронвін       | 1 епізод    |
| 2019      |              | V Wars            | Рейчел        | 5 епізодів  |
| 2015—2016 | Сонна лощина | Sleepy Hollow     | Бетсі Росс    | 15 епізодів |
| 2006      | Правосуддя   | Justice           | Моллі Ларуса  | 1 епізод    |
| 2006      | Чужа сім'я   | The O.C.          | Сейді Кемпбел | 6 епізодів  |

### Музичні відео
| Рік  | Назва                        | Артист                         | Примітки |
| ---- | ---------------------------- | ------------------------------ | -------- |
| 2005 | Just Feel Better             | Santana, Стівен Тайлер         |          |
| 2010 | No Rose Petals & Bubblebaths | Sabrina                        |          |
| 2012 | Now That I've Found You      | Ніккі Рід та Пол Макдональд    | Режисер  |
| 2012 | All I've Ever Needed         | Ніккі Рід та Пол Макдональд    |          |
| 2013 | Get the Girl Back            | Hanson                         |          |
| 2015 | Til It Happens to You        | Леді Гага                      |          |
| 2016 | In Too Deep                  | The Sweeplings                 | Режисер  |
| 2016 | Where's the Love?            | The Black Eyed Peas, The World |          |